# Tale Olsson
Tale Olsson (Tale Carina Manze Olsson), född 26 augusti 1964, är en svensk violinist född av finlandssvensk-norska föräldrar i Buenos Aires, Argentina och uppväxt i Finland och Sverige.
Olsson började spela violin vid 7 års ålder och utbildade sig i Stockholm och i Köpenhamn. Hon debuterade som violinist med Sjællands Symfoniorkester.
Hon grundade och spelade med Tale-kvartetten 1981–1996 och med Chamber Orchestra of Europe. Under åtta år var hon konsertmästare i Norrköpings Symfoniorkester och har därefter varit gästande konsertmästare i Hovkapellet, Kungliga Filharmonikerna samt Sveriges Radios symfoniorkester. Hon är också lärare i violin och kammarmusik vid Kungliga Musikhögskolan.
Sedan 2009 är hon ledamot av Kungliga Musikaliska Akademien.
Tale Olsson var gift med dirigenten Andrew Manze.